# Terrorisme administratif
Le « terrorisme administratif » ou terrorisme papier de l'anglais "paper terrorism" fait référence à l’utilisation de procès, de fausses lettres de crédit et d’autres documents juridiques ou prétendument légaux dépourvus de fondement factuel solide comme méthode de harcèlement contre un adversaire. Ces méthodes sont populaires parmi certains groupes anti-gouvernementaux américains et ceux associés au "redemption movement" (ou mouvement de rédemption, une théorie conspirationniste originaire des USA). 
D'après l'Anti-Defamation League, ces méthodes ont été mises au point par le Posse Comitatus, une organisation anti-gouvernementale datant des années 60, à l'origine du mouvement des citoyens souverains. Certaines victimes du terrorisme administratif ont été contraintes de déclarer faillite.
L'objectif de telles poursuites est de submerger le système légal, ce qui rend plus difficile le traitement d’autres affaires légitimes. D'autre méthodes consistent à déposer des demandes de mise en faillite contre d’autres personnes pour ruiner leur cote de crédit  et à dénoncer calomnieusement des ennemis politiques au fisc.
À la fin des années 1990, la « République du Texas », une milice affirmant que le Texas était légalement indépendant du système fédéral américain, a tenté d'encombrer les tribunaux du Texas en utilisant de fausses revendications territoriales et des chèques sans provision.